# Nou Grup de Teatre Universitari
El Nou Grup de Teatre Universitari va ser una companyia de teatre catalana.
L'any 1970 el teatre universitari es feia en castellà. Això va motivar Frederic Roda Fàbregas a promoure un grup que s'especialitzés a fer teatre en català. Es va posar en contacte amb en Ricard Salvat i junts es van adreçar a Fabià Estapé, aleshores rector de la Universitat de Barcelona, per proposar-li de fer un grup d'investigació teatral.
El 23 de desembre de 1970 feien la seva presentació a l'aula número 7 de la Facultat de Ciències (ara: Facultat de Física i de Química) amb l'obra Dins un gruix de vellut del dramaturg mallorquí Alexandre Ballester. El grup es va dissoldre el 1973.

## Origen
L’NGTU va néixer en una època, en què els grups de teatre universitari feien teatre clàssic en castellà. Malgrat això, la intenció del grup era fer un teatre en català, contemporani, desimbolt, fresc, combatiu, compromès amb la lluita, d’acord amb el context polític i social desafiant d’aquells anys. Era un moment àlgid de la lluita antifranquista, en què s’havia fet pública la sentència del Procés de Burgos, iniciat el 3 de desembre del 1970, i la tancada d’intel·lectuals al Monestir de Montserrat.

## El Final del grup
Un article de Jaume Melendres a Telexprés[10], que es titula La mort de l’NGTU, descriu perfectament la fi de l’NGTU. Diu Frederic Roda, prologant el llibre NGTU. Del teatre universitari al teatre independent, “Rellegint l’article de Melendres t'adones que havien estat pocs anys, però que havíem fet molt rebombori, moltes coses. Aquell va ser un moment d’exaltació i de divertiment i tinc la sensació que, encara que universitaris, la majoria de nosaltres érem molt independents i seguíem les passes del que es va anomenar Teatre Independent.

## Característiques
L’NGTU era grup heterogeni, que estava format per actors amateurs amb poca experiència en l’art del teatre, però units per una ideologia d’esquerres i amb ganes de canviar el món, sobretot el món del teatre.
En quasi quatre anys, el grup va assajar 5 obres, de les quals 4, d’Alexandre Ballester i una, l’última, de Jean Racine. Ballester i l’NGTU van ser un binomi perfecte, amb la direcció de Frederic Roda Fàbregas, que feia ressaltar la sàtira i la crítica de les obres “ballesterianes”, amb una posada en escena desenfadada, on el guinyol, i el to burlesc i grotesc dels personatges marcava un estil propi del grup. A punt de pesta, l’última obra del dramaturg mallorquí, no es va poder estrenar perquè no va passar els tràmits de censura.
Totes les obres tenien el suport de cançons escrites i musicades pels tres germans Roda: Àlvar, Frederic i Ignasi, i Joan Barril.

## La memòria de l'NGTU iAlexandre Ballester
El 8 d’octubre del 2012 tenia lloc al Palau Robert de Barcelona un acte d’homenatge a Alexandre Ballester promogut pels membres del grup NGTU. La iniciativa d’aquest homenatge sorgeix arran de la mort del dramaturg mallorquí, el 30 de juny del 2011, i del fort vincle que el grup hi havia tingut.
D’aquell homenatge en va sorgir la iniciativa de recuperar tot el que va ser l’NGTU i el seu entorn teatral, polític i social. Aquesta iniciativa es va plasmar en un llibre, NGTU. Del teatre universitari al teatre independent[1], a cura dels exmembres del grup: Carme Barberà, Meritxell Guimet, Marta Mas, Ignasi Roda Fàbregas i Quico Romeu, i amb la col·laboració d’articles d'Herman Bonnin, Carles Cabrera, Josep Anton Codina, Patrícia Gabancho, Antoni Galmés, Frederic Roda Fàbregas i Santiago Sants. Va ser publicat per l’ADB (Agrupació Dramàtica de Barcelona), amb el suport del Departament de Cultura de la Generalitat de Catalunya, i presentat a la Casa degli Italiani de Barcelona, l’any 2014.
El 23 de desembre de 2020, amb motiu dels 50 anys de l’estrena de l’obra Dins un gruix de vellut, primer muntatge de l’NGTU, es va proposar a la UB la col·locació d’una placa commemorativa d’aquell fet insòlit de representar una obra de teatre en català, que ridiculitzava el dictador (Franco), a l’aula 7 de la Facultat de Ciències, aula on es feien gairebé totes les reunions clandestines d’estudiants contra la dictadura. La placa s’inaugura el 17 d’abril de 2023.

## Muntatges teatrals
Dins d'un gruix de vellut. Alexandre Ballester
Dins un gruix de vellut és una gran metàfora sobre el poder polític tirànic, a les acaballes del dictador Franco.
L’NGTU va estrenar aquesta primera obra el 23 de desembre de 1970  a l’aula 7 de la Facultat de Ciències de la UB, ja que no es podia representar en un teatre convencional, per no haver passat el nihil obstat de la censura franquista. Frederic Amat es va encarregar de l’escenografia, el vestuari i l’attrezzo.
L’estiu del 1972 el grup va recuperar el muntatge per dur-lo de gira per tot Catalunya, amb el nom de Facem comèdia, tot fent-hi uns retocs, per tal que passés el tràmit censor.

Un bagul groc per a Nofre Taylor. Alexandre Ballester
Un bagul groc per a Nofre Taylor planteja la imposició del poder econòmic sobre el poble. Representa la caricatura d’una societat de consum, que aleshores emergia al nostre país. Claudi Puchades es va fer càrrec de l’escenografia i del vestuari.
Es va estrenar a l’Aula 7 de la Facultat de Ciències de la UB, el 18 de desembre del 1971.

Cap cap pla cap el cap del replà. Alexandre Ballester
Ballester va escriure aquesta obra expressament per al grup NGTU. Es tracta d’un text que estimula l’exercici creatiu dels intèrprets a partir de la proposta d’un vell desacord: l’enfrontament del món humanístic amb el món científic.
Es va estrenar a la pista de bàsquet del Club Joventut de Badalona, el març de 1972.
Aquesta obra no s’havia publicat i ha estat inclosa al llibre NGTU. Del teatre universitari al teatre independent.
A punt de pesta. Alexandre Ballester
A punt de pesta (1972) és una crítica, tràgica, del fenomen turístic a Mallorca, que acaba imposant-se pertot i corrompent tots els estatus i tota la població de l’illa.
A causa de la prohibició del Ministerio de Información y Turismo, no va poder ser estrenada i no s'ha representat mai. Tampoc s’havia publicat i ha estat inclosa al llibre NGTU. Del teatre universitari al teatre independent.
Els pledejaires (Les plaideurs, 1668). Jean Racine (traducció al català de Jaume Gras i Vila, pseudònim: Felip Aleu).
És l’única obra interpretada per l’NGTU, l’autor de la qual no és Alexandre Ballester. Com també és l'única comèdia que va escriure Jean Racine, i és possible que ho fes per competir amb les comèdies exitoses del moment de Molière.
L’argument de l’obra beu de les fons de la popular Comèdia de l’Art italiana. En aquest cas es ridiculitza el món de la justícia, personificat per dos litigants i un jutge trastocat, que té la dèria de fer judicis a tort i a dret.
Es va estrenar a la plaça Porxada de Granollers, el juny del 1973. Damià Barbany es va encarregar del vestuari, de les titelles i de les màscares. Repetint l’experiència de Facem comèdia del 1973, se’n va fer una gira per tot Catalunya.

## Membres del Grup
Durant els tres anys de vida del grup de teatre NGTU, nombrosos actors i actrius, amateus i professionals van participar de l'activitat treatal de la companya.
Beatriu Alabart, Violeta Alonso, Frederic Amat, Ramon Andreu, Divina Ayuso, Damià Barbany, Carme Barberà, Joan Barril, Pep Boldú, Araceli Bruch, Jesús Burget, Isabel Calbet, Carme Cañadell, Jordi Carbonell, Albert Díaz, Eduard Domingo, Jordi Faura, Rosa Férez, Manel Foraster, Antoni Garcia, Meritxell Guimet, Fernando Huici, Sylvia Iñíguez, Ester Lupresti, Just Martínez, Marta Mas, Montse Mirabet, Judith Mitchell Ward, Jaume Nadal, Joan Ollé, Pol Pijoan, Claudi Puchades, Octavi Quintana, Carme Ricart, Àlvar Roda, Frederic Roda, Ignasi Roda, Jose Luís Rodríguez, Cesáreo Rodríguez Aguilera, Joan Romeu, Quico Romeu, Pepe Rubianes, Ferran Sagarra, Anna Sagristà, Pep Sais, Antoni Salgot, Mar Targarona, Rafel Vidal, Xavier Vidal Folch, Pep Vila, Carles Viladàs, Viky Villan

## Articles de premsa
1. Benach, Joan Anton «Otro afortunado espectáculo de Alexandre Ballester». El correo catalan, 23-12-1971.
2. Benach, Josep Anton «Sense títol». El correo catalan, juny 1973.↑
3. Fàbregas, Xavier «Alexandre Ballester i la Universitat». Serra D'Or, gener, 1971.
4. Fàbregas, Xavier «Alexandre Ballester i el teatre universitari». Serra d'Or, gener 1972.
5. Fàbregas, Xavier «Sense títol». Serra d'Or, abril 1972.
6. Fàbregas, Xavier «Sense títol». Destino, juny 1973.
7. Figueres, Josep M “L’NGTU un grup independent”, Oriflama, març 73.
8. Figueres, Josep M “Adéu a l‘NGTU”, Oriflama, 1973.
9. Melendres, Jaume «Muerte del NGTU». Tele/eXprés, 27-11-1973.
10. Monegal, Fernando «1er. ciclo de teatro en Vilanova i la Geltrú». La Vanguardia, 09-04-1971.
11. Perez de Olaguer, Gonzalo «Alexandre Ballester en la Universidad». Mundo, 08-01-1972.
12. de Segarra, Joan «Hablemos del Oficio». Fotogramas, 25-12-1970.
13. Sans, Santiago «Dins un gruix de vellut». Destino, 06-02-1971.
14. Sans, Santiago «Alexandre Ballester i el Nou Grup de Teatre Universitari». Destino, 25-12-1971.
15. Thomas, A.M «Testimonios graficos de un estreno teatral». Ultima Hora (Mallorca), gener 1971.
16. No signat «Sense títol». El correo catalan, 17-01-1973.
17. T., I. «Sense títol». Tele/eXprés, 17-01-1973.
18. Vidal Alcover, Jaume «Los días contados». Diario de Barcelona, 03-02-1971.